# Musée archéologique de Nessebar
Le Musée archéologique de Nessebar (en bulgare, Археологически музей Несебър, translittération scientifique internationale  Arheologicheski muzey Nesebar) est situé à Nessebar. Il conserve des artefacts découverts dans la région de Nessebar.

## Histoire
Le musée est fondé en 1956 et est installé dans l'église St Jean Baptiste de Nessebar, un édifice du XIe siècle. Les collections sont abritées depuis 1994 dans un nouvel édifice.

## Collections
Le musée possède de belles œuvres datées de l'époque grecque de la ville, des statues de terre cuite et également des vases grecs. Le musée comporte également une belle collection de monnaies anciennes.
L'époque postérieure à l'antiquité est également représentée et le musée possède aussi une collection d'icônes.

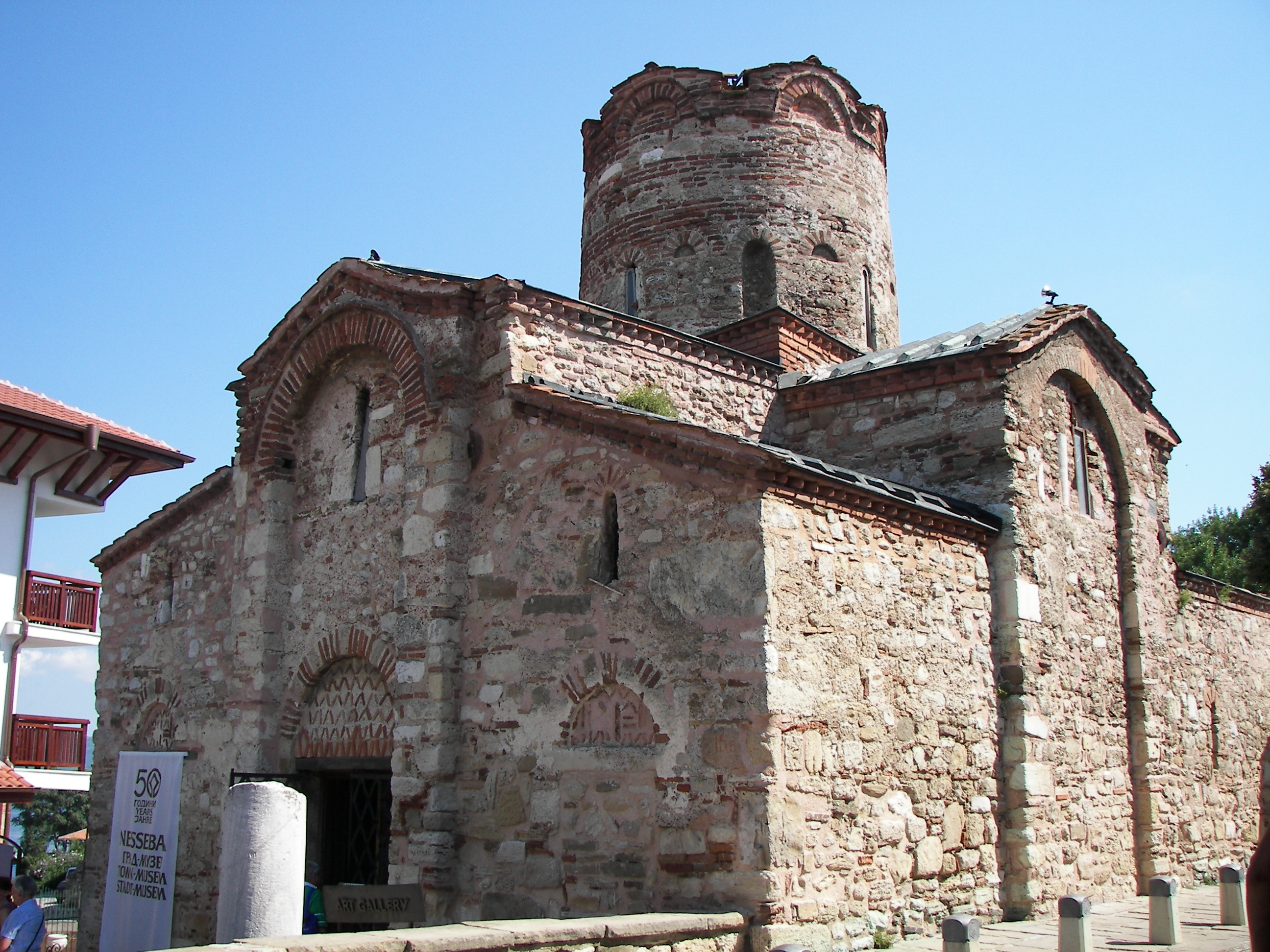
Eglise St Jean Baptiste
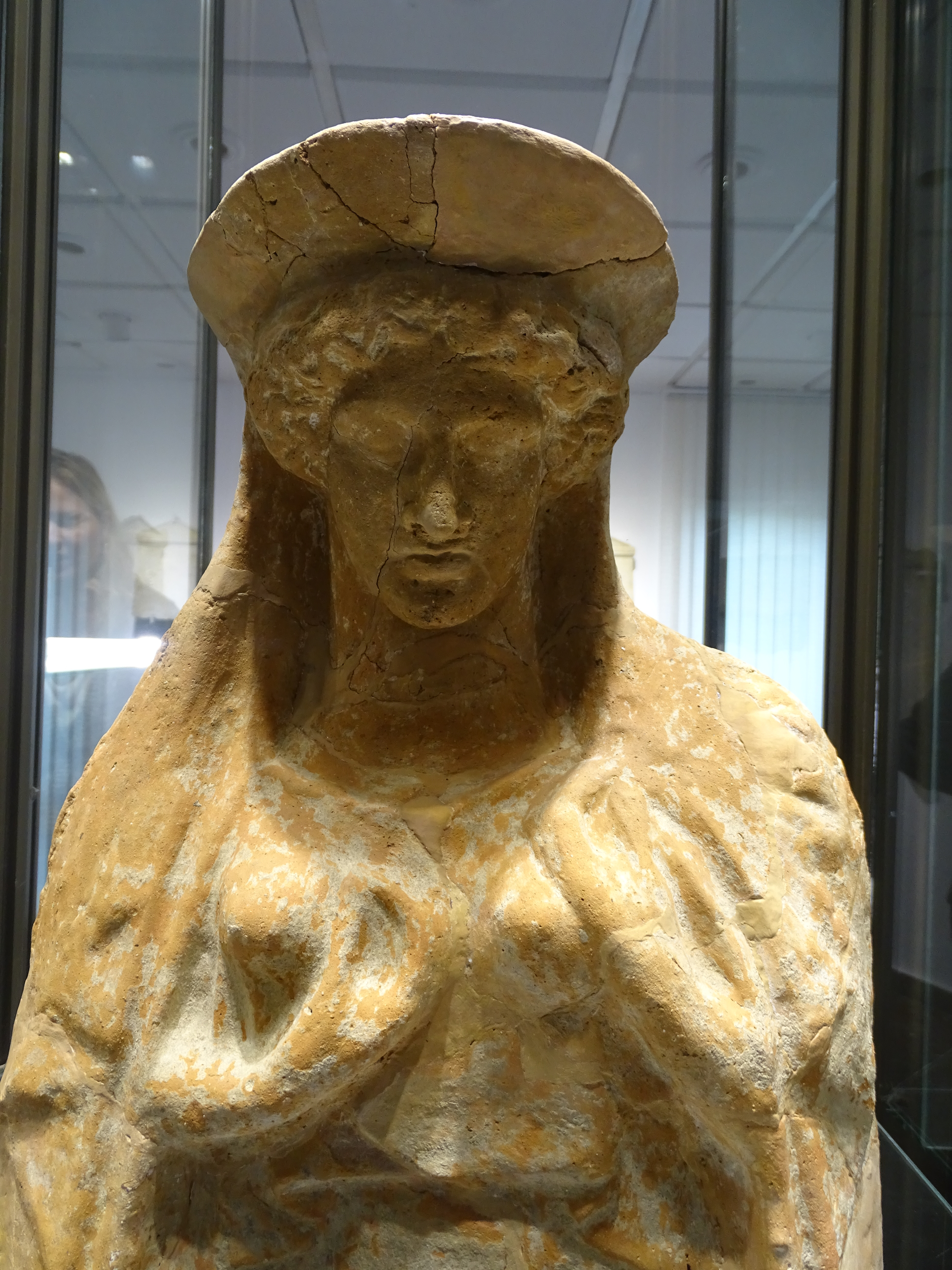
Statuette de terre cuite, IVe – IIe siècle av. J.-C.
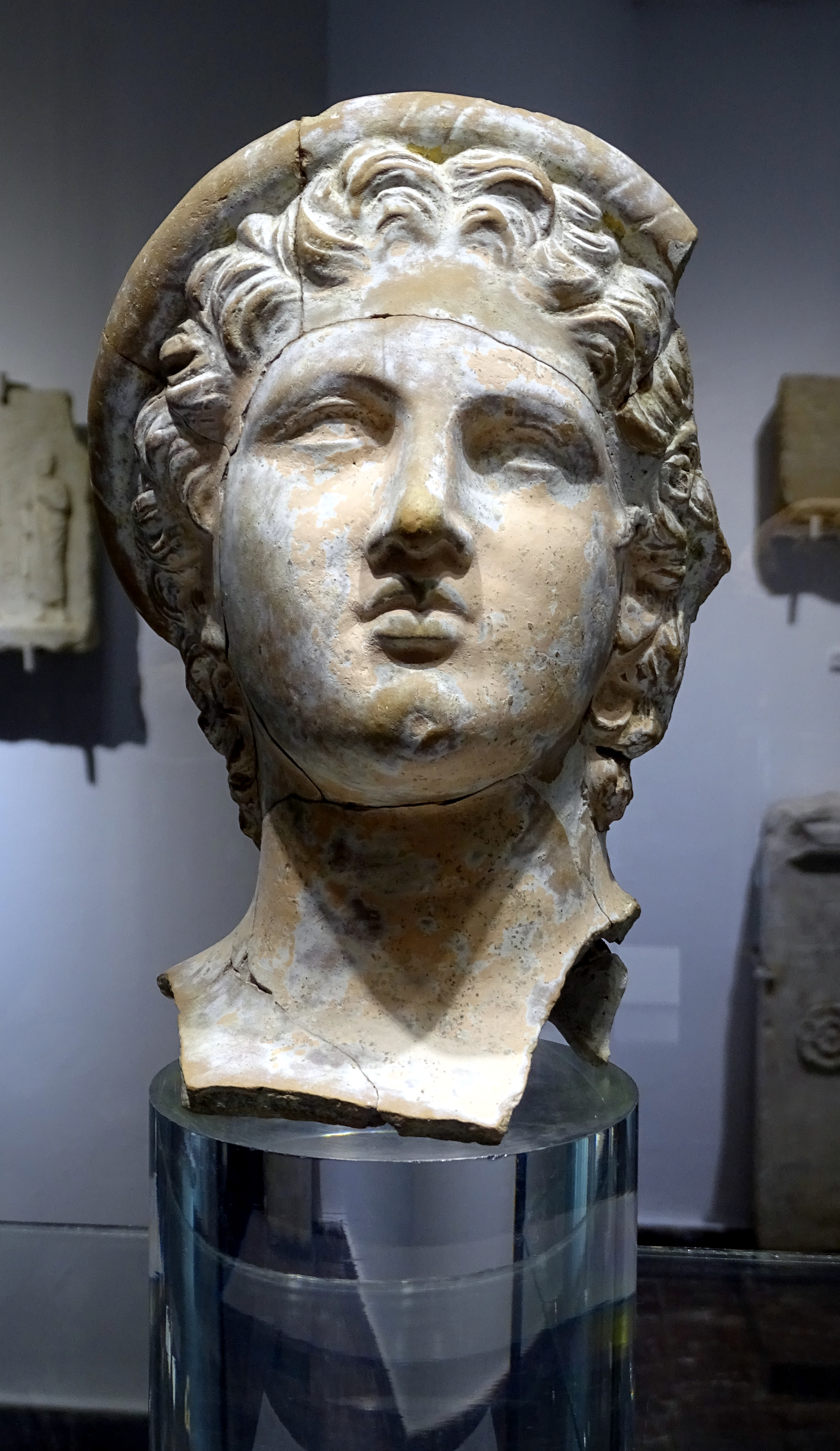
statuette d'Arsinoé III, IIIe siècle av. J.-C.
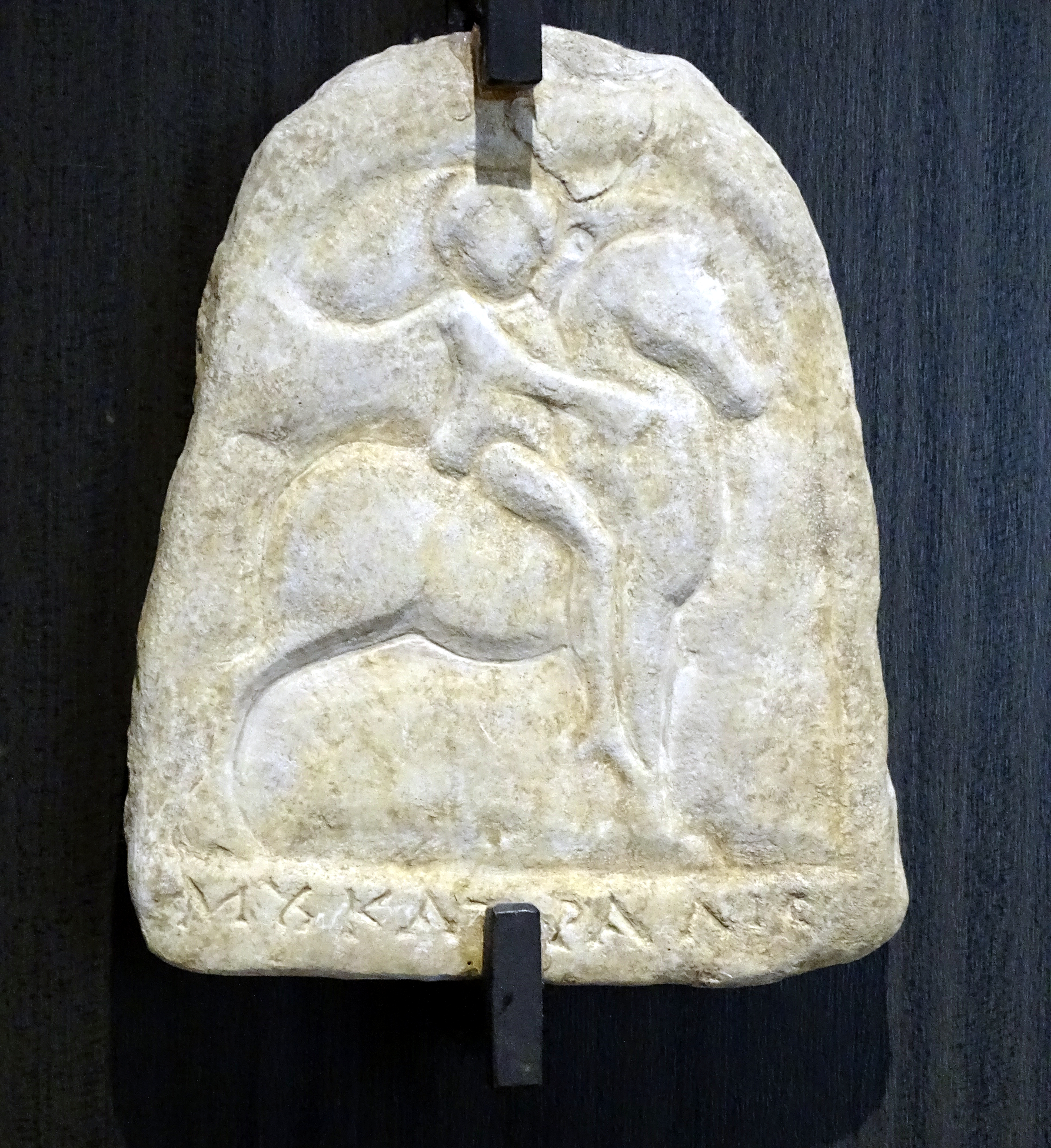
Tablette votive représentant un cavalier thrace